# Dick Bosschieter
Dirk (Dick) Bosschieter (Zaandam, 28 februari 1940 – Hoogezand, 2 september 2017) was een Nederlands voetballer. De linksbuiten kwam tussen 1956 en 1971 achtereenvolgens uit voor KFC, GVAV en Veendam.

## Loopbaan

### KFC
In het seizoen 1956/57 maakte Bosschieter op 16-jarige leeftijd bij Eersteklasser KFC zijn debuut in het betaald voetbal. Hij kwam terecht in een elftal met onder anderen Martin Koeman en de gebroeders Cees en Klaas Molenaar. De daaropvolgende jaren speelde hij met de ploeg uit Koog aan de Zaan in de nieuw gevormde Eerste divisie. In deze periode werd hij de “Moulijn van KFC” genoemd.  Bosschieter speelde tot 1963 voor KFC en maakte voor 50.000 gulden de overstap naar GVAV uit Groningen.

### GVAV
Naast de komst van Bosschieter versterkte GVAV zich voor het seizoen 1963/64 met Ferry Pettersson en Tonny van Leeuwen. Oud-ploeggenoot Martin Koeman kwam over van Blauw-Wit. Op 25 augustus 1963 speelde hij zijn eerste wedstrijd voor de Groninger club in een uitverkocht Oosterpark tegen Feijenoord. Hij zou vijf seizoenen spelen bij GVAV en maakte de overstap naar Veendam.

### Veendam
Bosschieter zou drie seizoenen spelen in Veendam, waar Leo Beenhakker zijn trainer was. Aan het begin van het derde jaar werd Bosschieter voor de rest van het seizoen geschorst. Er was een verschil van inzicht ontstaan over de voorwaarden waarop zijn contract verlengd zou worden.  Hij beëindigde hiermee zijn loopbaan als betaald voetballer. 

### Hoogezand
Vervolgens ging hij spelen voor amateurvereniging VV Hoogezand. Hij speelde daar tot zijn negenendertigste in het eerste elftal tot hij met zijn zoon Dick jr. samenspeelde. Zijn zoon keerde vanwege een blessure terug van de jeugd van FC Groningen. Bosschieter speelde daarna nog jaren in het veteranenelftal van Hoogezand.
Dick Bosschieter overleed in 2017 op 77-jarige leeftijd aan een hartstilstand.

## Carrièrestatistieken
| Seizoen         | Club            | Land            | Competitie       | Competitie | Competitie | Beker | Beker | Internationaal | Internationaal | Overig | Overig | Totaal | Totaal |
| Seizoen         | Club            | Land            | Competitie       | Wed.       | Dlp.       | Wed.  | Dlp.  | Wed.           | Dlp.           | Wed.   | Dlp.   | Wed.   | Dlp.   |
| --------------- | --------------- | --------------- | ---------------- | ---------- | ---------- | ----- | ----- | -------------- | -------------- | ------ | ------ | ------ | ------ |
| 1956/57         | KFC             | Nederland       | Eerste divisie A | –          | –          | –     | 0     | 0              | 0              | 0      | 0      | –      | –      |
| 1957/58         | KFC             | Nederland       | Eerste divisie B | –          | –          | –     | 0     | 0              | 0              | 0      | 0      | –      | –      |
| 1958/59         | KFC             | Nederland       | Eerste divisie B | –          | 5          | –     | 0     | 0              | 0              | 0      | 0      | –      | 5      |
| 1959/60         | KFC             | Nederland       | Eerste divisie A | –          | 7          | –     | 0     | 0              | 0              | 0      | –      | –      | 7      |
| 1960/61         | KFC             | Nederland       | Eerste divisie A | –          | 1          | –     | 0     | 0              | 0              | 0      | 0      | –      | 1      |
| 1961/62         | KFC             | Nederland       | Eerste divisie A | –          | 3          | –     | 0     | 0              | 0              | 0      | 0      | –      | 3      |
| 1962/63         | KFC             | Nederland       | Tweede divisie A | –          | 8          | –     | 3     | 0              | 0              | 0      | 0      | –      | 11     |
| 1963/64         | GVAV            | Nederland       | Eredivisie       | 26         | 8          | 0     | 0     | 0              | 0              | 0      | 0      | 26     | 8      |
| 1964/65         | GVAV            | Nederland       | Eredivisie       | 18         | 2          | 1     | 0     | 0              | 0              | 0      | 0      | 19     | 2      |
| 1965/66         | GVAV            | Nederland       | Eredivisie       | 20         | 6          | 1     | 1     | 0              | 0              | 0      | 0      | 21     | 7      |
| 1966/67         | GVAV            | Nederland       | Eredivisie       | 9          | 1          | 1     | 0     | 0              | 0              | 0      | 0      | 10     | 1      |
| 1967/68         | GVAV            | Nederland       | Eredivisie       | 2          | 0          | 0     | 0     | 0              | 0              | 0      | 0      | 2      | 0      |
| 1968/69         | Veendam         | Nederland       | Eerste divisie   | 34         | 17         | 1     | 0     | 0              | 0              | 0      | 0      | 35     | 17     |
| 1969/70         | Veendam         | Nederland       | Eerste divisie   | 33         | 10         | 1     | 0     | 0              | 0              | 0      | 0      | 34     | 10     |
| 1970/71         | Veendam         | Nederland       | Eerste divisie   | 1          | 0          | 0     | 0     | 0              | 0              | 0      | 0      | 1      | 0      |
| Carrière totaal | Carrière totaal | Carrière totaal | Carrière totaal  | 143        | 68         | 5     | 4     | 0              | 0              | 0      | 0      | 148    | 72     |